# Titan (metropolitana di Bucarest)
Titan è una stazione della linea M1 della metropolitana di Bucarest.
Serve il quartiere Titan e l'omonimo parco nel Settore 3.

## Storia e descrizione
La stazione fu aperta il 28 dicembre 1981 come parte della seconda fase della costruzione della linea M1 tra Timpuri Noi e Republica.
La stazione della metropolitana è caratterizzata da una grande volta aperta, la più grande senza pilastri di supporto della rete. Per facilitare la costruzione, sono stati necessari sforzi impressionanti: il terreno è stato congelato per 90 giorni e la tecnologia utilizzata per realizzarla è stata anche una delle poche importate da altri paesi per costruire la metropolitana.